# Dieulefit
Dieulefit je naselje in občina v jugovzhodnem francoskem departmaju Drôme regije Rona-Alpe. Leta 2008 je naselje imelo 3.088 prebivalcev.

## Geografija
Kraj leži v pokrajini Daufineji ob reki Jabron, 32 km severno od Nyonsa.

## Uprava
Dieulefit je sedež istoimenskega kantona, v katerega so poleg njegove vključene še občine Aleyrac, La Bégude-de-Mazenc, Comps, Eyzahut, Montjoux, Orcinas, Le Poët-Laval, Pont-de-Barret, Roche-Saint-Secret-Béconne, Rochebaudin, Salettes, Souspierre, Teyssières in Vesc s 7.732 prebivalci.
Kanton Dieulefit je sestavni del okrožja Nyons.

## Pobratena mesta
- Lich (Hessen, Nemčija);